# إبراهيم أبراش
إبراهيم خليل العبد أبراش  (وُلد في 26 يناير 1952 في مخيم البريج) فلسطيني كان وزيرًا لوزارة الثقافة الفلسطينية ضمن حكومة سلام فياض الأولى منذ عام 2007 وحتى استقالته عام 2008. تولى منصب رئيس مجلس الأمناء جامعة الأزهر.